# Torneo Nacional de Asociaciones femenino 2021
El Torneo Nacional de Asociaciones Femenino de 2021 fue la séptima edición del torneo de rugby femenino que enfrentó a equipos representantes de las principales asociaciones regionales de Chile.

## Formato
El campeonato consistió en un circuito de dos torneos disputados en diferentes ciudades del país, posteriormente se confeccionó una tabla para determinar al campeón de la temporada.

## Calendario
| Torneo        | Fecha                    | Campeón    |
| ------------- | ------------------------ | ---------- |
| La Reina 2021 | 29-30 de agosto de 2021  | Arica      |
| Osorno 2021   | 23-24 de octubre de 2021 | Valparaíso |

## Participantes
|  | Campeón. |

| Pos | País        | La Reina | Osorno |
| --- | ----------- | -------- | ------ |
| 1   | Valparaíso  | 2°       | 1°     |
| 2   | Arica       | 1°       | 3°     |
| 3   | La Serena   | 3°       | 2°     |
| 4   | Antofagasta | 5°       | 4°     |
| 5   | Sur         | 4°       | 5°     |
| 6   | Araucanía   | 7°       | 6°     |
| 7   | Santiago    | 6°       | 7°     |
| 8   | Concepción  | 8°       | -      |

| Bandera de Chile   |
| Campeón Valparaíso |
| Cuarto título      |